# Caso Operación Génesis vs. Colombia
El caso Operación Génesis vs. Colombia es una sentencia de la Corte Interamericana de Derechos Humanos del 20 de noviembre de 2013 la responsabilidad internacional de Colombia derivada de las violaciones de derechos humanos cometidas en el marco de la llamada Operación Génesis.

## Hechos
Los hechos del caso tuvieron lugar durante la segunda mitad de los años 1997, en el Urabá Chocoano y se enmarcan en un contexto en el cual la presencia de los grupos armados ilegales y la situación de violencia en la región por parte de “bloques” o “grupos” paramilitares y guerrilleros se había ido extendiendo y agudizando. Conforme a lo expuesto, la población afrocolombiana de la región tuvo que soportar en su territorio la presencia de diversos grupos armados al margen de la ley, acompañada de amenazas, asesinatos y desapariciones, que originaron su desplazamiento forzados a gran escala, en particular durante la segunda mitad de los años 1990. En lo que se refiere a los hechos del caso, los mismos tuvieron lugar en el marco de una operación militar llamada «Génesis» que se llevó a cabo entre el 24 y el 27 de febrero de 1997 en el área general del Río Salaquí y Río Truandó para capturar y/o destruir integrantes del grupo guerrillero de las Fuerzas Armadas Revolucionarias de Colombia - Ejército del Pueblo (FARC-EP).  
Simultáneamente a la operación Génesis, grupos paramilitares de las Autodefensas Unidas de Córdoba y Urabá (ACCU), en el desarrollo de la llamada “Operación Cacarica”, emprendieron un avance de norte a sur desde el Parque Nacional de los Katios a lo largo del río Cacarica, pasando por Bijao y otras comunidades ubicadas en la ribera de ese río, para finalmente llegar a las riberas de los ríos Salaquí y Truandó, donde desarrollaron operaciones conjuntas con el Ejército Nacional. En el marco de la “Operación Cacarica”, los paramilitares decapitaron públicamente frente a toda su comunidad a Marino López Mena, un agricultor del caserío Bijao-Cacarica,  y desmembraron su cuerpo. Todos estos hechos fueron comandados en operación conjunta con el Ejército Nacional con el general Rito Alejo del Río, como comandante de la operación. 
Posteriormente a esos hechos, varios centenares de pobladores de la cuenca del río Cacarica se vieron forzados a desplazarse a Turbo, Bocas de Atrato y Panamá, donde permanecieron en diferentes asentamientos por varios períodos durante los cuatro años posteriores. En Turbo las condiciones de vida de los desplazados se caracterizaron por falta de atención por parte del gobierno, hacinamiento, malas condiciones y falta de privacidad. Posteriormente, muchas de las personas desplazadas retornaron a otras comunidades de paz en territorios del Cacarica. Además, con posterioridad a los hechos de febrero de 1997, los desplazados siguieron siendo objeto de actos de hostigamiento, amenazas y violencia por parte de grupos paramilitares. 
Asimismo, como consecuencia de los desplazamientos forzados se produjeron afectaciones tanto a los bienes individuales como a los bienes colectivos de las comunidades del Cacarica por las destrucciones y saqueos que se produjeron en el transcurso de la operación “Cacarica”, así como por los daños que se habrían producido por el desuso de los mismos, en particular a sus territorios comunitarios. Del mismo modo, esas mismas comunidades fueron desposeídas de sus territorios ancestrales, los cuales fueron objeto de explotación ilegal por parte de empresas madereras con permiso o tolerancia del Estado.

## Afectaciones a las comunidades afrodescendientes

Monumento a los desaparecidos de la Masacre de Cacarica

Aproximadamente 3.500 personas pertenecientes a 23 comunidades afrodescendientes del Bajo Atrato chocoano se desplazaron del territorio entre 1997 y 2000 ante el recrudecimiento del conflicto armado entre la insurgencia, los paramilitares y el Ejército Nacional. En febrero de 1997, a raíz de la Operación Génesis y la incursión de los paramilitares, 400 personas salieron desplazadas de Cacarica, en el departamento de Chocó, a bordo de varias embarcaciones que bajaron por el río Atrato. La mitad del grupo de desplazados se asentó en el caserío Bocas del Atrato y los otros 200 llegaron hasta municipio de Turbo en el Golfo de Urabá, allí se ubicaron en el coliseo municipal donde estuvieron por casi tres años en condiciones de hacinamiento, hasta que empezaron a retornar de manera paulatina en el año 2000.
Como un acto de memoria las víctimas pintaron en el coliseo un mural con la historia del desplazamiento, construyeron una pirámide con el nombre de las 18 personas desaparecidas en estos hechos: Edwin Salazar Mosquera, Simón Valoyes, Avisail Chaverra, Manuel Cuesta, Wilson Salazar, Enit María Goméz, Manuel Segundo, Eulises Mena, Evangelista Díaz, Jesús Serna, Adalberto Mosquera, Alberto Murray, Jairo Cousil, Nilson Martinez, Rogelio Mosquera, Juan Villellas, Hernan Vergara y Manuel Marques.
Las principales afectaciones para los pobladores de Cacarica fueron el desplazamiento forzado, el asesinato de Marino López, la desaparición forzada, la desposesión y explotación de los territorios de las comunidades afrodescendientes. El territorio del que fueron desplazados fue ilegalmente aprovechado por empresas de extracción de madera, mientras se encontraba controlado por grupos paramilitares que impedían el regreso de sus habitantes ancestrales.

## Reparaciones
La Corte dispone que,

- Esta Sentencia constituye per se una forma de reparación.
- El Estado deberá utilizar los medios que sean necesarios, para continuar eficazmente y con la mayor diligencia las investigaciones abiertas, así como abrir las que sean necesarias, con el fin de individualizar, juzgar y eventualmente sancionar a todos los responsables de los hechos del presente caso y remover todos los obstáculos, de facto y de jure, que puedan mantener la impunidad, de conformidad con lo expuesto en los párrafos 439 a 440 de la presente Sentencia.
- El Estado debe realizar las publicaciones dispuestas.
- El Estado debe realizar un acto público de reconocimiento de responsabilidad internacional por los hechos del presente caso.
- El Estado debe brindar el tratamiento médico adecuado y prioritario que requieran las víctimas del presente caso, en el marco de los programas de reparaciones previstos en la normatividad interna.
- El Estado debe restituir el efectivo uso, goce y posesión de los territorios reconocidos en la normativa interna a las comunidades afrodescendientes agrupadas en el Consejo Comunitario de las Comunidades de la Cuenca del río Cacarica.
- El Estado debe garantizar que las condiciones de los territorios que se restituyan a las víctimas del presente caso, así como del lugar donde habitan actualmente, sean adecuadas para la seguridad y vida digna tanto de quienes ya han regresado como de quienes aún no lo han hecho.
- El Estado debe garantizar que todas las personas que hayan sido reconocidas como víctimas en esta Sentencia reciban efectivamente las indemnizaciones establecidas por la normatividad interna pertinente, en el plazo de un año contado a partir de la notificación de la misma.
- El Estado debe pagar US$ 105,000.00  (y US$ 10,000.00 a cada uno de sus hermanos)  por concepto de daños materiales e inmateriales ocasionados al señor Marino López Mena y sus familiares, para lo cual deberán realizarse las emisiones y publicaciones pertinentes, así como pagar las cantidades fijadas por concepto de reintegro de costas y gastos, en el plazo de un año, contado a partir de la notificación de la presente Sentencia.
- El Estado debe rendir al Tribunal un informe sobre las medidas adoptadas para cumplir con la misma dentro del plazo de un año contado a partir de la notificación de esta Sentencia.

- En ejercicio de sus atribuciones y en cumplimiento de sus deberes conforme a la Convención Americana sobre Derechos Humanos, la Corte supervisará el cumplimiento íntegro de la presente Sentencia, y dará por concluido el presente caso una vez que el Estado haya dado cabal cumplimiento a lo dispuesto en la misma.